# Hermann Ludwig Nadermann
Hermann Ludwig Nadermann (* 30. Dezember 1778 in Münster; † 31. Oktober 1860 ebenda) war ein deutscher römisch-katholischer Priester, Pädagoge und Kirchenlieddichter.
Nadermann studierte an der Universität Münster Philologie und Katholische Theologie. 1804 zum Priester des Bistums Münster geweiht, wirkte er schon ab 1803 als Lehrer am Gymnasium Paulinum in Münster und ab 1820 als dessen Direktor.
1841 wurde er zum Domkapitular berufen und legte sein Direktorenamt nieder. Seit 1824 war er Mitglied der wissenschaftlichen Prüfungskommission und Direktor des philologischen Seminars, eine Stellung, die er bis zum Jahre 1853 innehatte.
Neben Schulschriften und der Herausgabe von lateinischen Klassikern für den Schulgebrauch verfasste er eine Reihe von deutschen geistlichen Liedern, darunter eine Fassung von Veni, veni, Emmanuel. 

## Werke
- Am Grabe meines Erlösers. Ein Erbauungsbuch für Katholiken, vorzüglich in der Charwoche. Münster: Theissing 1810.
- (Hrsg.) Geistliche Lieder nebst einigen Gebeten und Litaneyen zum gottesdienstlichen Gebrauche des Münsterischen Gymnasiums. Münster 1810

später unter dem Titel: Geistliche Lieder nebst einigen Gebeten und Litaneien zum Gebrauche für katholische Gymnasien. Dritte, vermehrte Ausgabe, Münster:Theissing 1837
- Opfer vor Gott in Gesängen und Gebeten. Münster: Theissing 1817. 2., verb. Aufl. Münster 1826.
- Sammlung griechischer Wurzelwörter, zum Gebrauche für Schulen. Münster: Theissing 1820.
- Hortensia. Ein Gartengedicht. Münster: Theissing [1848].